# Argentine aux Jeux sud-américains
 (juin 2025).
Si vous disposez d'ouvrages ou d'articles de référence ou si vous connaissez des sites web de qualité traitant du thème abordé ici, merci de compléter l'article en donnant les références utiles à sa vérifiabilité et en les liant à la section « Notes et références ».
L'Argentine a participé à tous les Jeux sud-américains de manière continue, dès la première édition qui eut lieu à La Paz en 1978. Elle a remporté 7 de ces éditions.